# Monte Emery
El monte Emery (mismo nombre en inglés) es una elevación de 373 m s. n. m. ubicada en el sur de la isla Gran Malvina, en las islas Malvinas, al noreste del Monte Joven y a varios kilómetros al suroeste del asentamiento de Bahía Fox.